# Italia Thunder
L'Italia Thunder, fino all'edizione 2013-2014 Dolce & Gabbana Italia Thunder, è stata una squadra di pugilato che ha preso parte al campionato mondiale delle World Series of Boxing.

## Storia della società
La squadra è stata fondata nel 2010 a Milano.

### Stagione 2010-2011
Nella prima stagione (2010-2011) la squadra ha conquistato il secondo posto nel suo girone, alle spalle del Paris United, non riuscendo a qualificarsi per le semifinali, ma ottenendo due titoli individuali nelle categorie dei pesi medi, con Sergìj Derev'jančenko, ed in quella dei pesi massimi, con la vittoria di Clemente Russo, qualificatosi in questo modo alle Olimpiadi di Londra 2012.

### Stagione 2011-2012
Nella stagione 2011-2012 è stata inserita nel girone A, in cui si è classificata seconda alle spalle della Dynamo Moscow, qualificandosi quindi ai play-off. Nei quarti di finale ha incontrato e sconfitto il Paris United il 5 e 9 marzo 2012 con il punteggio complessivo di 7-3. In semifinale, invece, ha eliminato i Baku Fires con il punteggio di 7-3, il 24 e il 30 marzo.
La finale unica è stata disputata il 2 maggio all'ExCeL Exhibition Centre di Londra, la stessa struttura che ha poi ospitato le gare di pugilato di Londra 2012. Il franchise di Milano ha affrontato la squadra russa dei Dynamo Moscow, battuta con il punteggio di 4-1, laureandosi per la prima volta campione delle WSB.
Alle finali individuali ha partecipato l'ucraino Sergey Derevyančhenko, che ha battuto nella categoria dei pesi medi l'azero Heybulla Mursalov con il punteggio di 2-1. Derevyančhenko risulta l'unico pugile ad aver vinto la finale individuale in entrambe le manifestazioni della competizione. Clemente Russo aveva ottenuto il diritto di partecipare alla finale individuale nella categoria dei pesi massimi, alla quale ha rinunciato, a beneficio del kazako Ruslan Myrsatayev, a causa del riacutizzarsi di vecchi problemi al gomito destro e al piede sinistro.
Per questa seconda stagione, così come per le ultime due riunioni della prima stagione, la squadra dei Dolce & Gabbana Milano Thunder, si è avvalsa della collaborazione del Ringannouncer internazionale Marco Malinverno che presenterà anche tutte le riunioni della terza stagione WSB.

## Strutture

### Palazzo dello Sport
Gli incontri interni del Dolce & Gabbana Italia Thunder si svolgono nella Sala Gallery del Forum di Assago.

### Centro di allenamento
Gli allenamenti hanno luogo nella Thunder Gym, a Milano, situata nello stesso edificio in cui ha sede la direzione e lo staff operativo della WSB Milano s.r.l. La palestra è dotata anche di un ring approvato dalla AIBA.

## Società
La squadra ha sede a Milano, ed è stata fondata nel 2010 dalla società WSB Milano s.r.l.

### Organigramma societario
- accreditation,Social media e floor Manager  : Antonio Perugino.
- Amministrazione: Studio Morri.
- Direttore Finanziario: Pablo Guerra.
- Segretaria generale: Mara Zappalà e Alberta Baduini.
- General manager: Claudio Ballor.
- Team manager: Gian Andrea D'Alberto.
- Responsabile Comunicazione e Ufficio stampa: Guia Peres.
- Sponsorizzazioni: Sport 09.
- Venue Manager: Marcello Mariani.
- Area: Cristina Collini e Alessandra Ferracani.
- Logistica e trasporti: Francesca Boglietti.
- Responsabile Marketing: Guia Peres.
- Ringannouncer: Marco Malinverno

## Organico 2011-2012

### Pugili
La squadra è composta da 20 pugili internazionali, tra i quali 5 italiani (Vincenzo Picardi, Vittorio Jahyn Parrinello, Domenico Valentino, Raffaele Munno, Clemente Russo), suddivisi in 5 categorie di peso.
| Categoria                 | Pugile                                                                    |
| ------------------------- | ------------------------------------------------------------------------- |
| Pesi Gallo (54 kg)        | Veaceslav Gojan Vitaliy Volkov Vittorio Jahyn Parrinello Vincenzo Picardi |
| Pesi Leggeri (61 kg)      | Domenico Valentino Juan Herrera Carrasco Miklós Varga Redouane Kaya       |
| Pesi Medi (73 kg)         | Sergìj Derev'jančenko Pedro Lima William McLaughlin Raffaele Munno        |
| Pesi Mediomassimi (85 kg) | Ludovic Groguhe Imre Szellő Rafael Duarte Lima Nikolajs Grisunins         |
| Pesi Massimi (+91 kg)     | Clemente Russo Michał Olaś Benjey Zimmerman Ngoula Tangoum Romarick       |

### Staff tecnico
Staff tecnico aggiornato al 4 febbraio 2012.
- Allenatore:  Francesco Damiani e  Raffaele Bergamasco.
- Assistenti allenatore:   Gianfranco Rosi e  Valerio Nati.
- Medico:  Enrico Ligabue e  Luigi Valcarenghi.
- Fisioterapisti:  Fabrizio Casati.

## Palmarès

### Trofei per squadre
- Campione delle World Series of Boxing: 1

2012

### Trofei individuali
- Campione del mondo WSB pesi massimi:  Clemente Russo (2011)
- 2 volte Campione del mondo WSB pesi medi:  Sergìj Derev'jančenko (2011), (2012)